# Schneebanane
Die Schneebanane (Ensete glaucum) ist eine Art aus der Gattung Ensete innerhalb der Familie der Bananengewächse (Musaceae). Sie ist in Süd- und Südostasien heimisch.

## Beschreibung
Ensete glaucum ist eine bis zu 5 Meter hoch werdende krautige Pflanze, die keine Ausläufer bildet. Sie enthält einen blass gelb-orangen Milchsaft. Ihr an der Basis verdickter Scheinstamm ist zylindrisch und von gelbgrüner Farbe, im Alter schwarz-violett gefleckt. Die kurzgestielten Blätter werden 1,4 bis 1,8 Meter lang und 50 bis 60 Zentimeter breit, die Spreite ist länglich rund, kahl, am Ansatz keilförmig und am äußersten Ende geschwänzt.
Der Blütenstand ist bis zu 2,5 Meter lang, der Schaft zylindrisch. Die zahlreichen Tragblätter stehen dachziegelartig übereinander und sind dauerhaft, je Tragblatt finden sich zehn bis zwanzig Blüten. Das verwachsene Blütenhüllblatt misst 2,5 Zentimeter und ist am äußersten Ende dreifach geschlitzt, das kürzere freie Blütenhüllblatt ist verkehrt herzförmig und weist an ihrem äußersten Ende eine Mucro auf.
Die Früchte sind kahle, schwarzviolette Beeren, die bis zu 9 Zentimeter lang und 3,5 Zentimeter dick sind. Sie sind verkehrt-eiförmig bis länglich-rund, am Ansatz zugespitzt und am äußersten Ende gerundet mit überdauerndem Perianth. Der glatte, schwarze, kugelförmige Samen misst etwa 1,2 cm im Durchmesser.
Die Chromosomenzahl beträgt 2n=18.

## Verbreitung und Nutzung
Die Pflanzen finden sich in China (Yunnan), Nepal, Myanmar, Indien, Thailand, den Philippinen, Indonesien und Neuguinea. Sie wachsen dort in 800–1100 m Höhe sowohl wild als auch kultiviert, da sie als Schweinefutter dienen.

## Systematik und botanische Geschichte
Die Art wurde 1820 von William Roxburgh als Musa glauca erstbeschrieben und 1947 durch Ernest Entwistle Cheesman in die Gattung Ensete überstellt.
Man kann zwei Varietäten unterscheiden:
- Ensete glaucum var. glaucum: Sie kommt von Nepal bis Neuguinea und dem Bismarck-Archipel vor.[2]
- Ensete glaucum var. wilsonii (Tutcher) Häkkinen (Syn.: Ensete wilsonii (Tutcher) Cheesman): Sie kommt nur in Yunnan vor.[2]

## Nachweise
1. 1 2 3 4 5 6  Ensete glaucum bei Flora of China (englisch, zuletzt abgerufen am 14. Februar 2010)
2. 1 2 3  Ensete glaucum. In: POWO = Plants of the World Online von Board of Trustees of the Royal Botanic Gardens, Kew: Kew Science, abgerufen am 11. August 2018.